# Treno navetta per auto

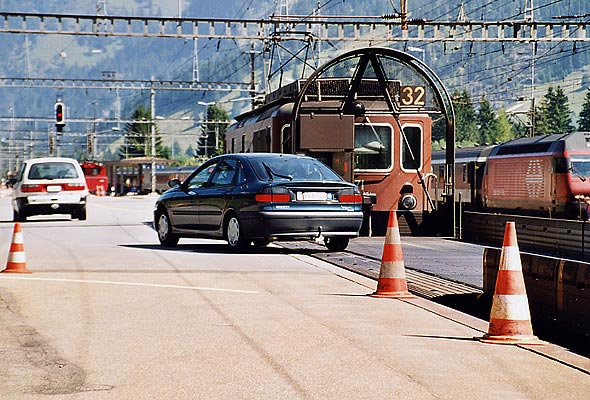
Scarico delle auto a Kandersteg.

Il  treno navetta per auto (nei paesi anglosassoni: car shuttle train o car-carrying train; in Germania: AutoZug; in Francia: navette-auto o ferroutage; nella Svizzera tedesca: Autoverlad) è un treno per il trasporto di automobili accompagnate o di altri tipi di veicoli stradali per una distanza relativamente breve.
Di solito operano su linee attraverso un tunnel ferroviario tra due luoghi non facilmente accessibili tra loro per strada. Di norma gli occupanti dei veicoli stradali rimangono nel proprio veicolo per tutto il tragitto su rotaia.

## Treni navetta in Austria
- Böckstein (Salisburgo) – Obervellach (Carinzia) Ferrovia dei Tauri.

## Treni navetta tra la Francia e la Gran Bretagna

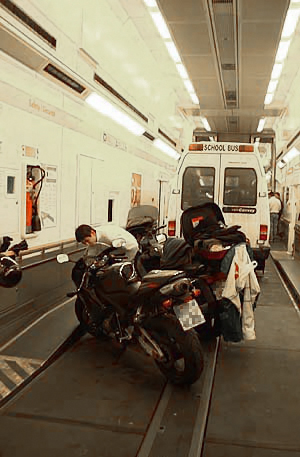
Interno dell'Eurotunnel Shuttle.

- Euro Tunnel Shuttle Sangate (Pas de Calais) e Cheriton (Kent)

## Treni navetta in Germania
- Hindenburgdamm – da Niebüll a Westerland in Sylt.

## Treni navetta in Svizzera
- Oberalp: Andermatt – Sedrun  (gestione MGB, servizio soppresso nel 2023).
- Furka: Oberwald – Realp  (gestione MGB).
- Sempione: Briga – Iselle  (gestione BLS).
- Lotschberg: Kandersteg – Goppenstein  (gestione BLS).
- Lötschberg: Kandersteg – Briga, collegamento soppresso in seguito al miglioramento della strada per Goppenstein (gestione BLS).
- Sempione – Lötschberg: treni diretti fra Iselle e Kandersteg, solo in alcuni giorni di punta durante le vacanze (gestione BLS).
- Vereina: Selfranga – Sagliains  (gestione RhB).
- Albula: Thusis – Samedan  (gestione RhB, soppresso nel 2011).
- San Gottardo: Göschenen – Airolo (servizio soppresso nel 1980, riattivato per poche settimane nel 2001).
- fra Davos Glaris e Davos Wiesen a Davos (gestione RhB, servizio soppresso nel 1974).